# مالكوم د. بولتون
مالكوم د. بولتون (بالإنجليزية: Malcolm D. Bolton)‏ هو بروفيسور ومهندس بريطاني، ولد في 1946.